# Mehdi Pashazadeh
Mehdi Pashazadeh (Persa: مهدی پاشازاده – Teerã, 27 de dezembro de 1973) é um ex-futebolista e treinador de futebol iraniano que jogava como zagueiro. 

## Carreira
Revelado pelo Esteghlal, Pashazadeh jogou também por Bayer Leverkusen, Fortuna Köln (ambos da [[Alemanha), Rapid Viena, Sturm Graz e Admira Wacker (Áustria), onde também chegou a acumular a função de técnico do time reserva antes de encerrrar a carreira em 2007. Ainda foi auxiliar-técnico do Admira até 2010, quando voltou ao Irã para seguir carreira como técnico, passando por Gostaresh Foolad, Parseh, Shahrdari Tabriz, Aluminium Arak, Pars Jam Bushehr, Rah Ahan, Nassaji Mazandaran, Shahin Bushehr, Baadraan Tehran, Shahrdari Mahshahr, Sorkhpooshan Pakdasht, Sepidrood Rasht, PAS Hamedan, Machine Sazi, Chooka Talesh, Khooshe Talaee, Shohada Sari, Foolad Hormozgan, Shahin Bandar Ameri e Be'sat Kermanshah, além de ter sido diretor-técnico do Esteghlal por apenas 16 dias, em junho de 2023.

## Carreira internacional
Representou a Seleção Iraniana em 12 partidas. Foi convocado para a Copa do Mundo de 1998, tendo atuado nas 3 partidas da equipe, que foi eliminada ainda na fase de grupos.

## Títulos

### Como jogador
Esteghlal
- Azadegan League: 1997–98
- Copa do Irã: 2001–02

### Como treinador
Gostaresh Foolad Sahand
- Campeonato Iraniano da Segunda Divisão: 2011–12

Shahrdari Tabriz
- Campeonato Iraniano da Segunda Divisão: 2013–14

Aluminium Arak
- Campeonato Iraniano da Segunda Divisão: 2014–15

Fajr Jam
- Campeonato Iraniano da Segunda Divisão: 2015–16

Shahin Bushehr
- Campeonato Iraniano da Segunda Divisão: 2017–18